# Marco Arop
Marco Arop (født 1998) er en canadisk atlet, der konkurrerer i mellemdistanceløb . Han blev verdensmester på 800 meter ved verdensmesterskaberne i atletik i 2023 i Budapest, Ungarn.
Han konkurrerede for sit land i 800 meter ved sommer-OL 2020 i Tokyo og havde den 14. bedste tid samlet i semifinalerne, men kvalificerede sig ikke til finalen. Ved verdensmesterskaberne i atletik i Eugene, USA, i 2022 vandt han bronze på 800 meter.